# Helsdingenia hebesoides
Helsdingenia hebesoides là một loài nhện trong họ Linyphiidae.
Loài này thuộc chi Helsdingenia. Helsdingenia hebesoides được Michael Ilmari Saaristo & Andrei V. Tanasevitch miêu tả năm 2003.